# Elmer Schönberger

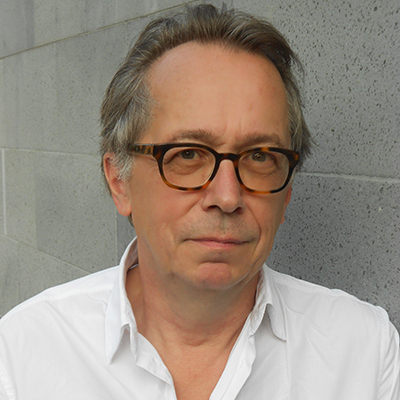
Elmer Schönberger in 2012

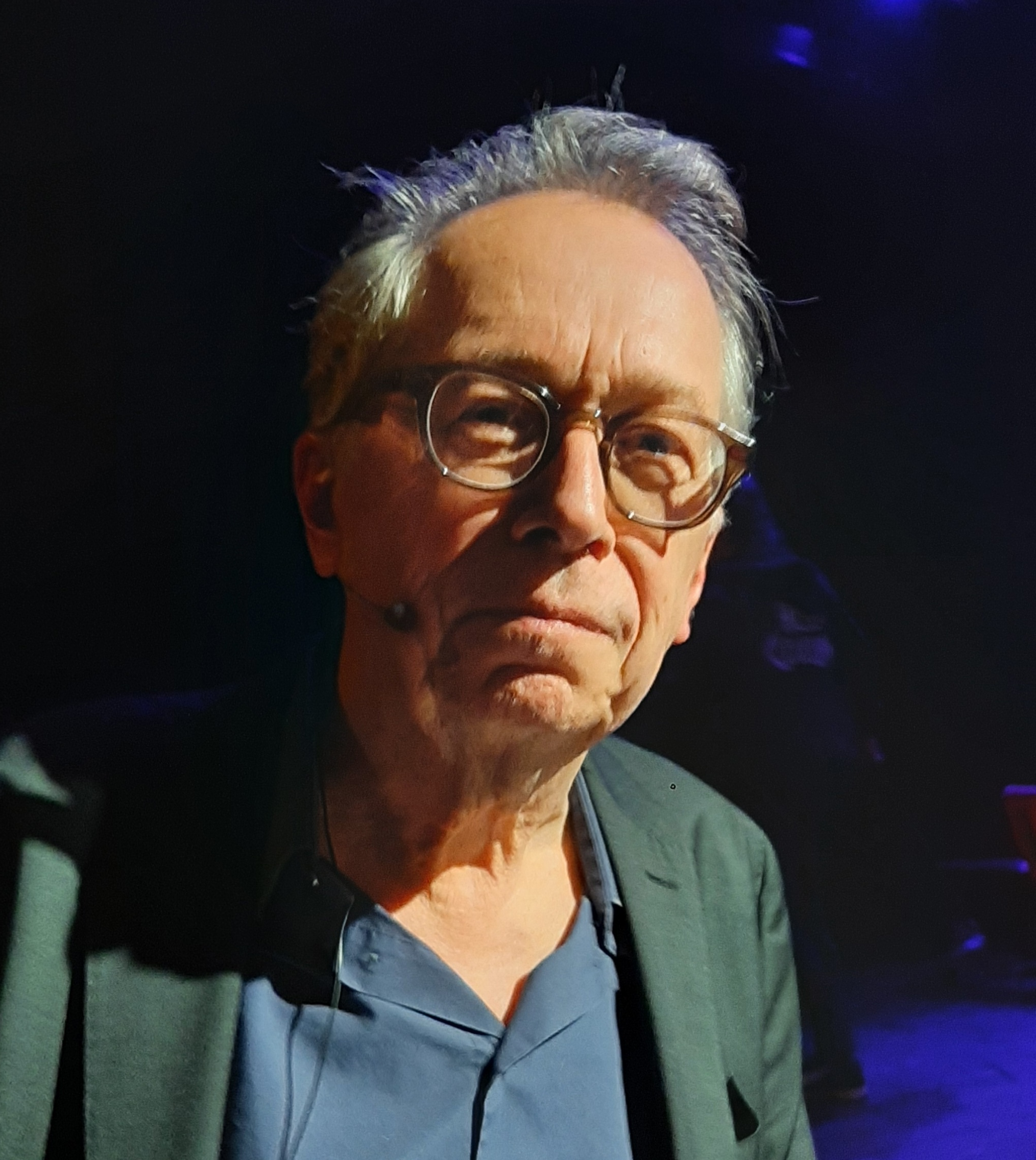
Elmer Schönberger op 16 april 2024

Elmer Schönberger (Utrecht, 1950) is een Nederlands musicoloog, componist en schrijver over met name muziek en componisten.

## Biografie
Schönberger studeerde piano aan het Koninklijk Conservatorium in Den Haag, bij Jan de Man en Gérard van Blerk en tevens musicologie bij de Universiteit Utrecht. Hij kreeg daarna privélessen in compositie van Rudolf Escher. Schönberger was ook een leerling van componist en muziekpedagoog Herman Strategier.
Zijn eerste "officiële" compositie was Chasse à l’enfant’ uit 1971, dat hij schreef voor een internationaal korenfestival.
Hij werkte als schrijver decennialang onder meer voor Vrij Nederland, deels - van 1976 tot 1980 - met het pseudoniem Wilhelm Schön, de helft van een duo, toen hij samenwerkte met Willem Jan Otten. Vanaf 1982 schreef hij in Vrij Nederland de rubriek Het Gebroken Oor, dagboek van een luisteraar. In 2004 stopte hij met schrijven voor Vrij Nederland.
Schönberger werkte gedurende zes jaar, tot 1995, als muziekprogrammeur voor het Holland Festival. Vanaf 1988 was hij artistiek adviseur van het Schönberg Ensemble.
In 2005 sprak hij onder de titel 'Het Grote Luisteren' de jaarlijkse Huizingalezing uit. Van 2010-2013 schreef hij enkele malen per jaar over muziek in de Groene Amsterdammer.
Otten schrijft dat Schönberger een grote kenner en bewonderaar is van Igor Stravinsky. Schönberger was een vriend van Louis Andriessen, met wie hij samen een boek over Stravinsky schreef.

## Prijzen
In 1987 won Schönberger de Pierre Bayle-prijs voor zijn muziekrecensies.

## Bibliografie (selectie)

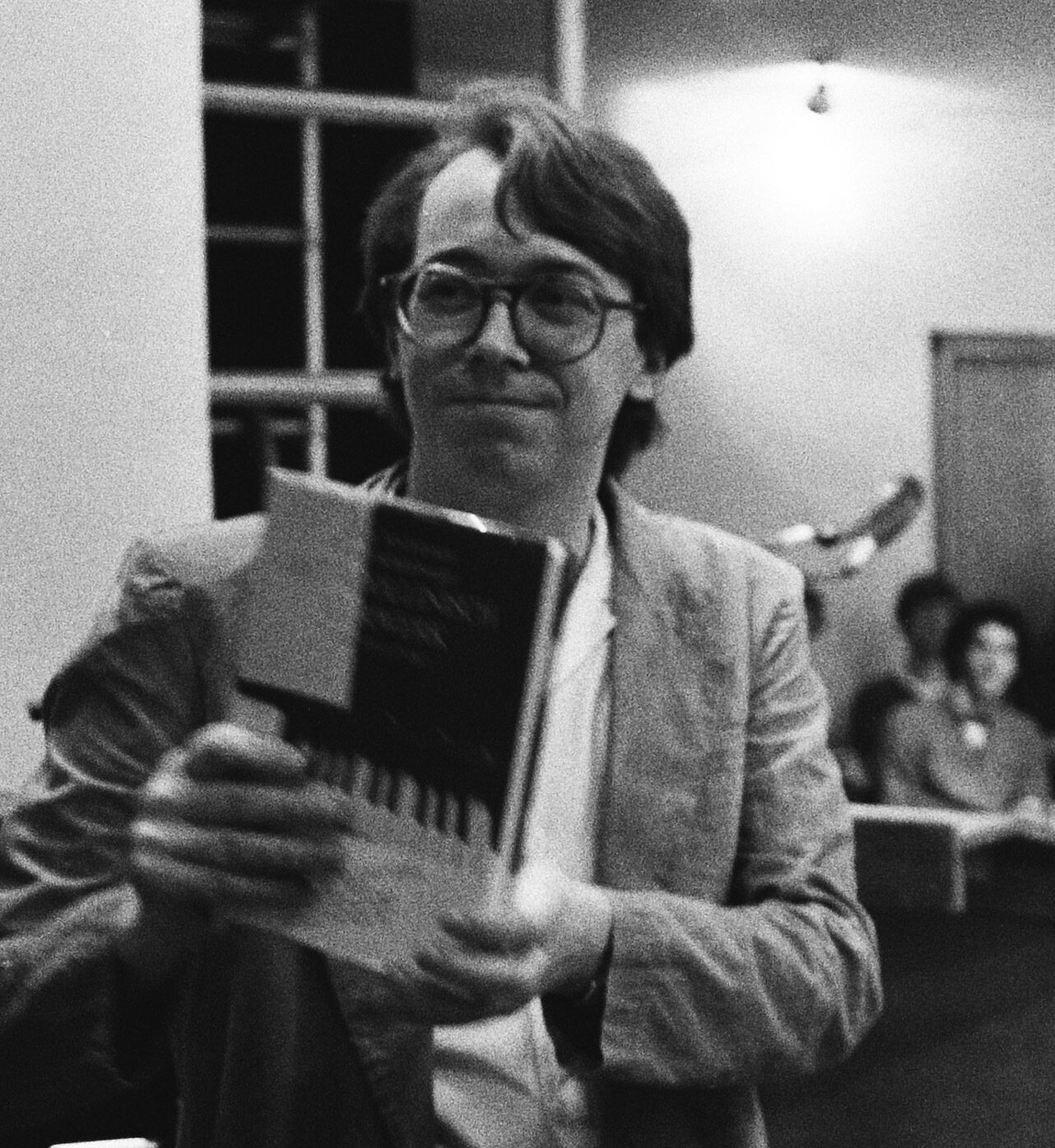
In 1983 bij presentatie boek over Stravinsky